# 女探偵ドロテ
『女探偵ドロテ』（おんなたんていドロテ、原題：Dorothée danseuse de corde）は、モーリス・ルブランが1923年に発表した小説。原題に即した『綱渡りのドロテ』というタイトルの邦訳もある。
孤児と共にサーカス団を結成し、その座長を務める綱渡り芸人兼ダンサーの美女ドロテが、彼女の祖先であり200年前に自身の復活を夢見て眠りに就いたボーグルバル侯爵が残した「イン・ロボール・フォルチュナ(In robore fortuna)」という言葉を手がかりに宝を探し求め、同じく侯爵の宝を狙う侯爵の子孫や悪漢たちと争う。
『カリオストロ伯爵夫人』で語られた「4つの謎」の一つが物語の主題であるため、準ルパンものとして扱われる事がある。
主人公のドロテに思いを寄せる登場人物の1人にラウール・ダベルノワがいるが、「王妃の首飾り(Le Collier de la reine)」（『怪盗紳士ルパン』に収録）や『カリオストロ伯爵夫人』において、アルセーヌ・ルパンがラウール、ラウール・ダンドレジーを名乗っていることから、ラウール・ダベルノワがルパンではないかとする説がある。本作の日本語訳を行った保篠竜緒、南洋一郎、長島良三らがラウール・ダベルノワ=アルセーヌ・ルパン説の解釈を採っている旨を自作解説などで述べている。また逆に、本作の設定年代、推測されるアルセーヌ・ルパンの年齢、ラウール・ダベルノワの年齢描写から、ラウール・ダベルノワ≠アルセーヌ・ルパンとする説もある。

## テレビドラマ
1983年にジャック・ファンスタン監督によるテレビドラマシリーズ『Dorothée danseuse de corde』が放映された。
主演はファニー・バスティアンでドロテを演じている。また、マーシャ・メリルがシャニー伯爵夫人(La comtesse de Chagny)を演じた。子役時代のジュリエット・ビノシュも出演している。
- Dorothée danseuse de corde - IMDb（英語）

## 日本語訳
『探偵傑作叢書』 49巻
保篠竜緒訳、博文館、1927年
「ドロテ」、「プチグリの歯」、「王妃の首飾り」収録
『ルパン全集』 別巻1巻
保篠竜緒訳、平凡社、1930年
「ドロテ」、「ルパン・ノート」収録
『ルパン全集：怪奇探偵』8巻
保篠竜緒訳、平凡社、1935年
「ドロテ」収録
『名作探偵』 13巻
保篠竜緒訳、博文館、1939年
「ドロテ」収録
『アルセーヌ・ルパン全集』 21巻
保篠竜緒訳、日本出版協同、1952年
『ルパン全集』 11巻
保篠竜緒訳、鱒書房、1956年
「女探偵ドロテ」、「プチグリの歯」収録
ルパン全集 18巻『女探偵ドロテ』
保篠竜緒訳、三笠書房、1959年
「女探偵ドロテ」、「プチグリの歯」収録
怪盗ルパン全集 20巻『妖魔と女探偵』
南洋一郎訳、ポプラ社、1971年11月 ISBN 978-4-59-100175-2
アルセーヌ・ルパン全集 (別巻1)『女探偵ドロテ』
長島良三訳、偕成社、1986年12月、ISBN 978-4-03-815260-3
『綱渡りのドロテ』
三好郁朗訳、東京創元社、1986年12月、ISBN 978-4-48-810719-2